# Oflag VI-D
 (avril 2010).
Si vous disposez d'ouvrages ou d'articles de référence ou si vous connaissez des sites web de qualité traitant du thème abordé ici, merci de compléter l'article en donnant les références utiles à sa vérifiabilité et en les liant à la section « Notes et références ».
L'Oflag VI-D de Münster était à l'origine une caserne neuve construite pour les cadets de l'armée allemande. Dès mai 1940, des officiers français, faits prisonniers lors de la campagne de France, y furent détenus. Les 18 septembre et 19 septembre 1944, après le parachutage de troupes alliées sur Nimègue et Arnheim (opération Market Garden), les camps furent dissous et les prisonniers transférés au camp de Soest, Oflag VI-A.
Cette caserne, à quatre kilomètres au Nord de Münster, existe toujours aujourd'hui.

## Évolution
Au début le camp a accueilli des officiers venus de Nancy qui furent renforcés par des officiers venant du camp VI C et ensuite du VI D. Les aspirants en furent exclus en novembre 1940, puis les sanitaires en février 1941 partirent et les pères de quatre enfants en avril et les anciens combattants en août de la même année. Il y eut aussi de départs de malades et autres rapatriés mais les effectifs augmentèrent pour commencer à mille en 1940 et finir à trois mille en 1944. Avec les arrivées en février 1941 depuis l'Oflag VII-C, du XIII-B en mai; en août 1942 depuis celui de Dresde et X-C, en dernier depuis l'Oflag V-A en octobre 1943.

## Théâtre
Les officiers désœuvrés de l'Oflag VI-D montèrent une troupe de théâtre extrêmement active : entre octobre 1940 et mai 1942, elle donna plus de 230 représentations de 47 pièces différentes. Dans la salle du théâtre sont aussi jouées des œuvres de musique symphonique, de chant ou de chambre; elle accueille aussi des formations de jazz, de musette ou tzigane.

## Université
En 1944, plus de 485 personnes étaient des enseignants et, dès le début, des cours, dont des cours d'héraldique furent organisés sous les greniers des bloc. Il y eut des conférences mais aussi des préparations aux concours allant du Certificat d'études à l'Agrégation mais aussi pour des concours de l'État comme inspecteur des finances. Les cours étaient donnés par des personnalités telles que Charles Robequain, Lionel de Tinguy du Pouët, Jean Secret, des clubs se sont constitués, animés par des personnalités du camp comme Henri de La Bastide ou Pierre-Henri Simon, fondateur et premier "recteur" de l'université du camp, Pierre Bouffanais, Robert Bruyneel, Thierry Sandre.

## Une bibliothèque
Elle a réuni jusqu'à seize mille ouvrages, en partie vendus par le libraire Baader de Münster, six cents lecteurs par jour.

## Expositions
Il y eut une exposition coloniale en 1942, une sur les provinces françaises, une autre sur la famille.

## Décès
Il y eut des soldats qui moururent en captivité :
- le 17 août 1940, le lieutenant Picard,
- le 25 janvier 1941, le lieutenant Georges Buffon,
- le 3 mai 1941, le lieutenant Raymond Anty;
- le 5 mai 1941, le lieutenant Roger de Montfort;
- le 11 mars 1942, le lieutenant Jean Lefevre;
- le 10 août 1942, le lieutenant Gaston Tisserand;
- le 6 mars 1943, le sous-lieutenant Auguste Gambet,
- le 29 septembre 1943, le lieutenant Larcher;
- le 21 décembre 1943, le lieutenant Roger Febvuet;
- le 6 avril 1945, les lieutenants Charles Bachaud, Louis Domejean, Ferdinand Launay, Noël Nouviant.

Et certains furent inhumés au cimetière de Münster, les soldats Debove, Delaplace, Martin, Richard et Otwinowski, les sergents Bes, Bonamy, Collet, Debove et Lasalle.

## Chefs de camp
Les camps de détentions avaient un chef de camp qui servait comme responsable et liaison avec l'extérieur :
- le colonel Fauchon du 18 août 1940 au 29 novembre 1940,
- le colonel Le Mouel du 30 novembre 1940 au 11 février 1941,
- le colonel Fuchs du 12 février 1941 au 1er juin 1941,
- le colonel Cohade du 1er juin 1941 au 17 novembre 1941,
- le colonel Magne du 29 novembre 1941 au 17 juillet 1942,
- le colonel Meunier du 17 juillet 1942 au 6 mai 1945.

## Entre aide
Pour le soutien du moral, une section drainait des informations de la Komandantur par un fil dérivé par les électriciens sur la radio allemande en 1942; le parrainage des huit stalags, des collectes et kermesses pour les œuvres en France, pour une caisse d'assurance décès, des dons et des prélèvements sur les soldes. Neuf millions de francs furent ainsi répartis en quarante neuf mois d'existence, un lien passait par le secrétariat de l'oflag à Paris. 
Un accueil a été organisé en gare d'Orsay
en mai 1945 et une association des anciens prisonniers de l'oflag VI D a été créée et se trouvait au 6 de la rue du cardinal Mercier de Paris.